# Pekka Tuomisto
Pekka Juhani Tuomisto, född 29 december 1960 i Uleåborg, är en finländsk före detta ishockeyspelare.
Tuomisto blev olympisk silvermedaljör i ishockey vid vinterspelen 1988 i Calgary.